# 达朗伯环形山
达朗伯环形山（D'Alembert）是位于月球背面北半部一座巨大撞击坑，约形成于39.2-38.5亿年前的酒海纪，其名称取自十八世纪法国哲学家、数学家暨物理学家让·勒朗·达朗贝尔(1717年－1783年)，1970年被国际天文学联合会批准接受。

## 描述

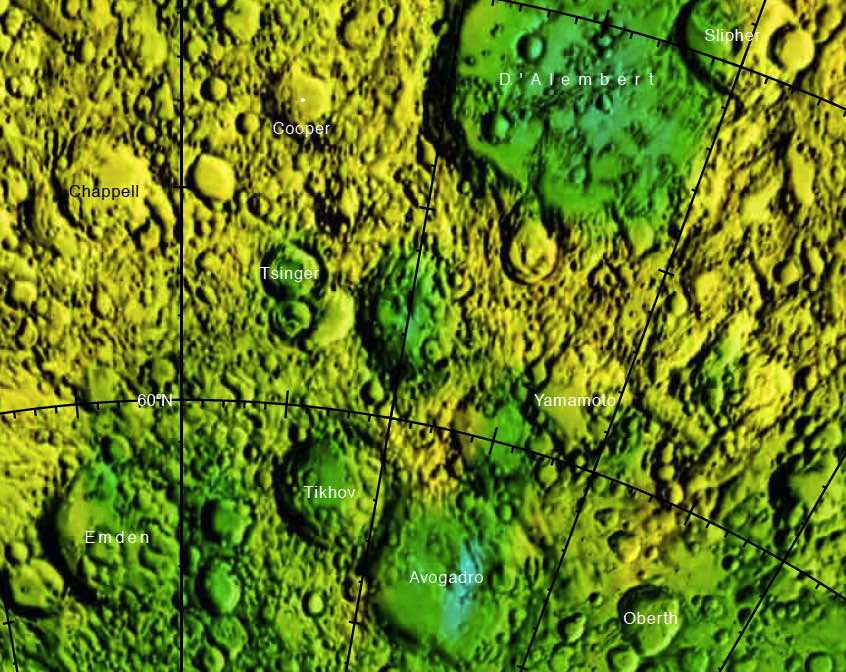
达朗伯环形山的周边，月球背面区域详图，下方为北。

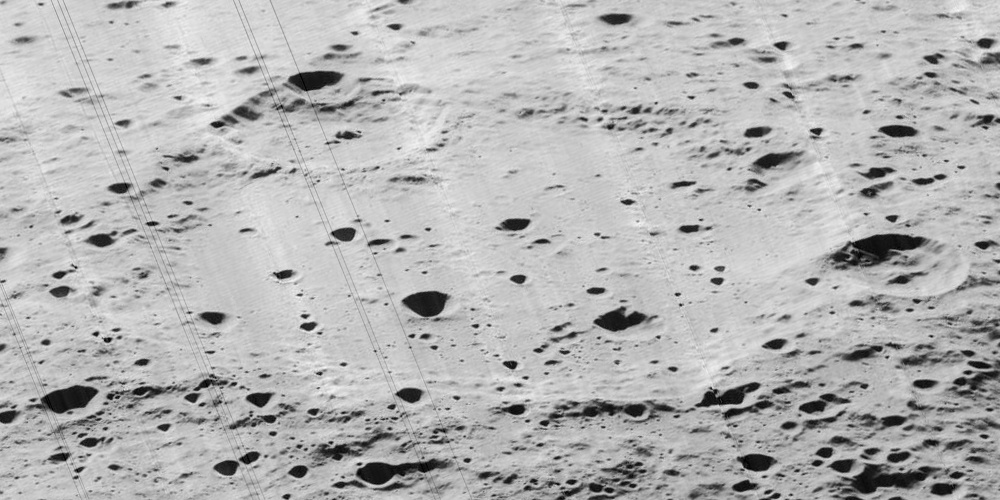
月球轨道器5号拍摄的西向斜视图

该陨坑西侧毗邻范赖恩陨石坑、西北靠近斯特默环形山、山本一清环形山位于它的西北偏北、东北和东侧分别坐落了津格尔陨石坑和库珀环形山，达朗伯环形山的南面和西南横亘着朗之万环形山和坎贝尔环形山，而斯里弗环形山则横跨在它的西南侧壁上。该环形山中心月面坐标为51°04′N 164°53′E / 51.07°N 164.89°E，直径233.55公里，深度约3.110公里。
与许多类似规模的月球环壁平原一样，达朗伯环形山坑壁已被后续撞击严重侵蚀和磨损。除斯里弗环形山外，其它较醒目撞击坑有：切入在北侧坑壁上的卫星坑"达朗伯 Z"、坐落在西北内壁上，东部带有一道宽阔裂沟的小陨坑，以及东南内壁上一座更小的陨坑。该环形山坑壁高出周边地形2080米，在月表构成一圈大体圆形的山脊线。与坑外崎岖的周边地形相比，坑底表面相对平坦，分布有大量的小陨坑，其中最大的是靠近东侧的卫星坑"达朗伯 G"和"达朗伯 E"。由于覆盖了来自坑壁和斯里弗环形山的喷发物，坑底西南地表显得粗糙不平，从坑底中心附近向坑壁延伸出数道浅浅的沟壑。

## 卫星陨石坑
按惯例，最靠近达朗伯环形山的卫星坑将在月图上以字母标注在它的中心点旁边。

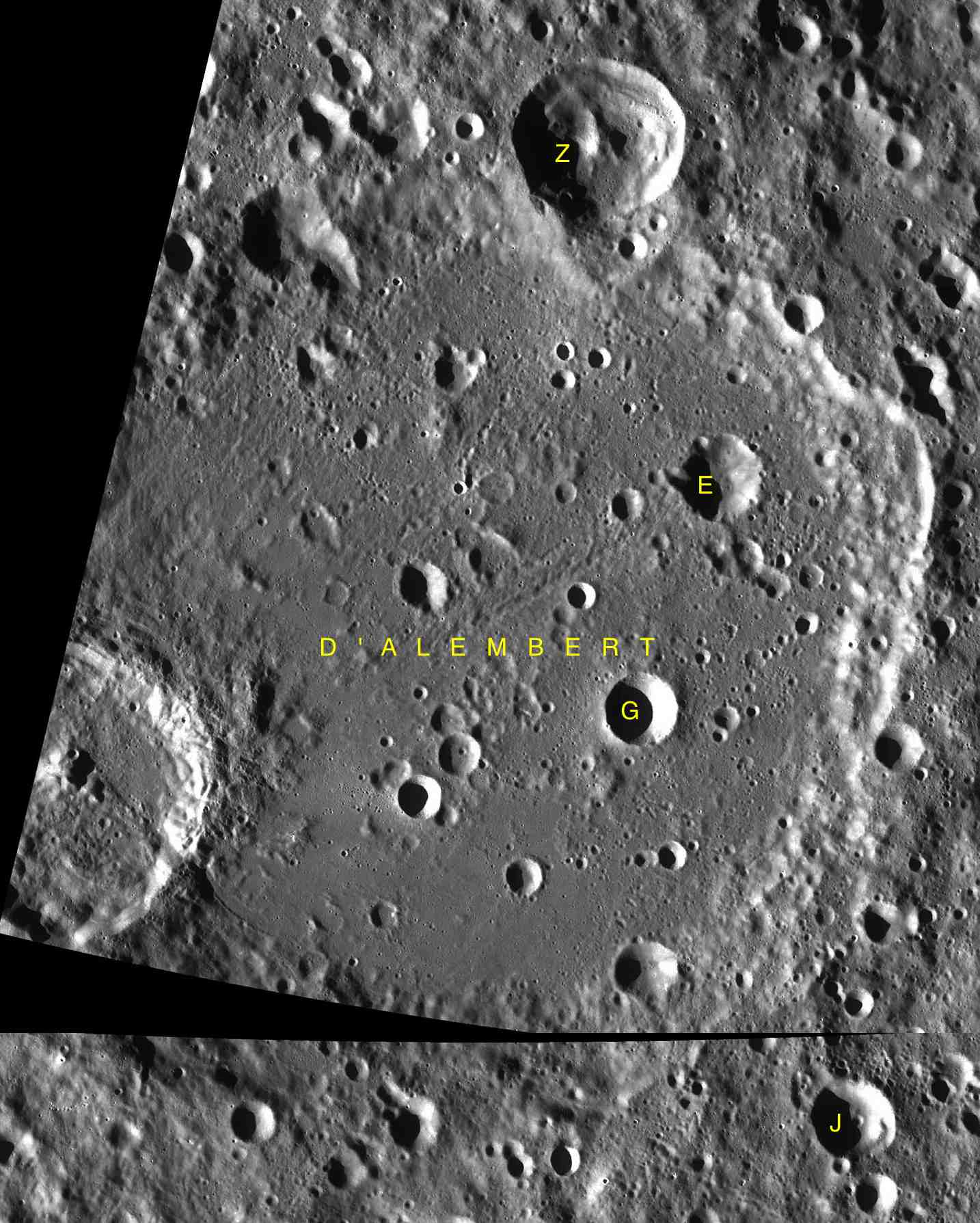
LAC-18与LAC-32拼接图

| 达朗伯 | 纬度     | 经度      | 直径      |
| ------ | -------- | --------- | --------- |
| E      | 52.64° N | 168.06° E | 20.16公里 |
| G      | 50.70° N | 167.37° E | 17.94公里 |
| J      | 47.33° N | 170.30° E | 20.31公里 |
| Z      | 55.25° N | 165.77° E | 41.70公里 |

- 卫星坑"达朗伯 Z"约形成于前酒海纪[1]。

## 另请参阅
- Andersson, L. E.; Whitaker, E. A. . NASA RP-1097. 1982.
- Blue, Jennifer. . USGS. July 25, 2007  [2007-08-05]. （原始内容存档于2018-12-25）.
- Bussey, B.; Spudis, P. . New York: Cambridge University Press. 2004. ISBN 978-0-521-81528-4.
- Cocks, Elijah E.; Cocks, Josiah C. . Tudor Publishers. 1995. ISBN 978-0-936389-27-1.
- McDowell, Jonathan. . Jonathan's Space Report. July 15, 2007  [2007-10-24]. （原始内容存档于2018-12-25）.
- Menzel, D. H.; Minnaert, M.; Levin, B.; Dollfus, A.; Bell, B. . Space Science Reviews. 1971, 12 (2): 136–186. Bibcode:1971SSRv...12..136M. doi:10.1007/BF00171763.
- Moore, Patrick. . Sterling Publishing Co. 2001. ISBN 978-0-304-35469-6.
- Price, Fred W. . Cambridge University Press. 1988. ISBN 978-0-521-33500-3.
- Rükl, Antonín. . Kalmbach Books. 1990. ISBN 978-0-913135-17-4.
- Webb, Rev. T. W.  6th revised. Dover. 1962. ISBN 978-0-486-20917-3.
- Whitaker, Ewen A. . Cambridge University Press. 1999. ISBN 978-0-521-62248-6.
- Wlasuk, Peter T. . Springer. 2000. ISBN 978-1-85233-193-1.